# Cimszácöü-óratorony
A Cimszácöü-óratorony (kínai: 尖沙咀鐘樓, jűtphing: zim1 saa1 zeoi2 zung1 lau4, magyaros: Cimszácöü cunglau) a hongkongi Kaulung (Kowloon) Cimszácöü (Tsim Sha Tsui) városrészének déli részén található műemlék.

## Története
Az óratorony a Kaulung–Kanton-vasútvonal végállomásaként funkcionáló Kaulung (Kowloon) pályaudvar részeként épült meg 1913 és 1915 között. Az állomást 1978-ban lebontották, csak az óratorony maradt meg. A harangot 1920-ban helyezték a toronyba, az Egyesült Királyságban készült. Amikor az állomást bezárták, a harangot más pályaudvarokon, majd 1995-ben a Vasúttörténeti Múzeumban állították ki. 2010-ben visszahelyezték az óratoronyba.
Az óratorony 1990 óta műemlékvédelem alatt áll.